# ياسوك كيموتو
ياسوك كيموتو (باليابانية: 木本 恭生) (6 أغسطس 1993 في فوجي في اليابان – )؛ هو لاعب كرة قدم ياباني سابق كان يلعب كلاعب وسط.

## وصلات خارجية
- ياسوك كيموتو على موقع رابطة كرة القدم اليابانية للمحترفين (اليابانية)
- ياسوك كيموتو على موقع إي إس بي إن إف سي (الإنجليزية)
- ياسوك كيموتو على موقع قاعدة بيانات كرة القدم.إي يو (الإنجليزية)
- ياسوك كيموتو على موقع Soccerbase.com (لاعب) (الإنجليزية)
- ياسوك كيموتو على موقع Soccerway.com (الإنجليزية)
- ياسوك كيموتو على موقع عالم كرة القدم.نت (الإنجليزية)
- ياسوك كيموتو على موقع كووورة